# Open Gaz de France 2002
L'Open Gaz de France 2002 è stato un torneo di tennis giocato sul cemento indoor.
È stata la 10ª edizione dell'Open Gaz de France, che fa parte della categoria Tier II nell'ambito del WTA Tour 2002.
Si è giocato dal 4 al 9 febbraio 2002.

## Campionesse

### Singolare
Venus Williams ha battuto in finale  Jelena Dokić Walkover

### Doppio
Nathalie Dechy /  Meilen Tu hanno battuto in finale  Elena Dement'eva /  Janette Husárová Walkover